# Yann Richter

Yann Richter, 1971

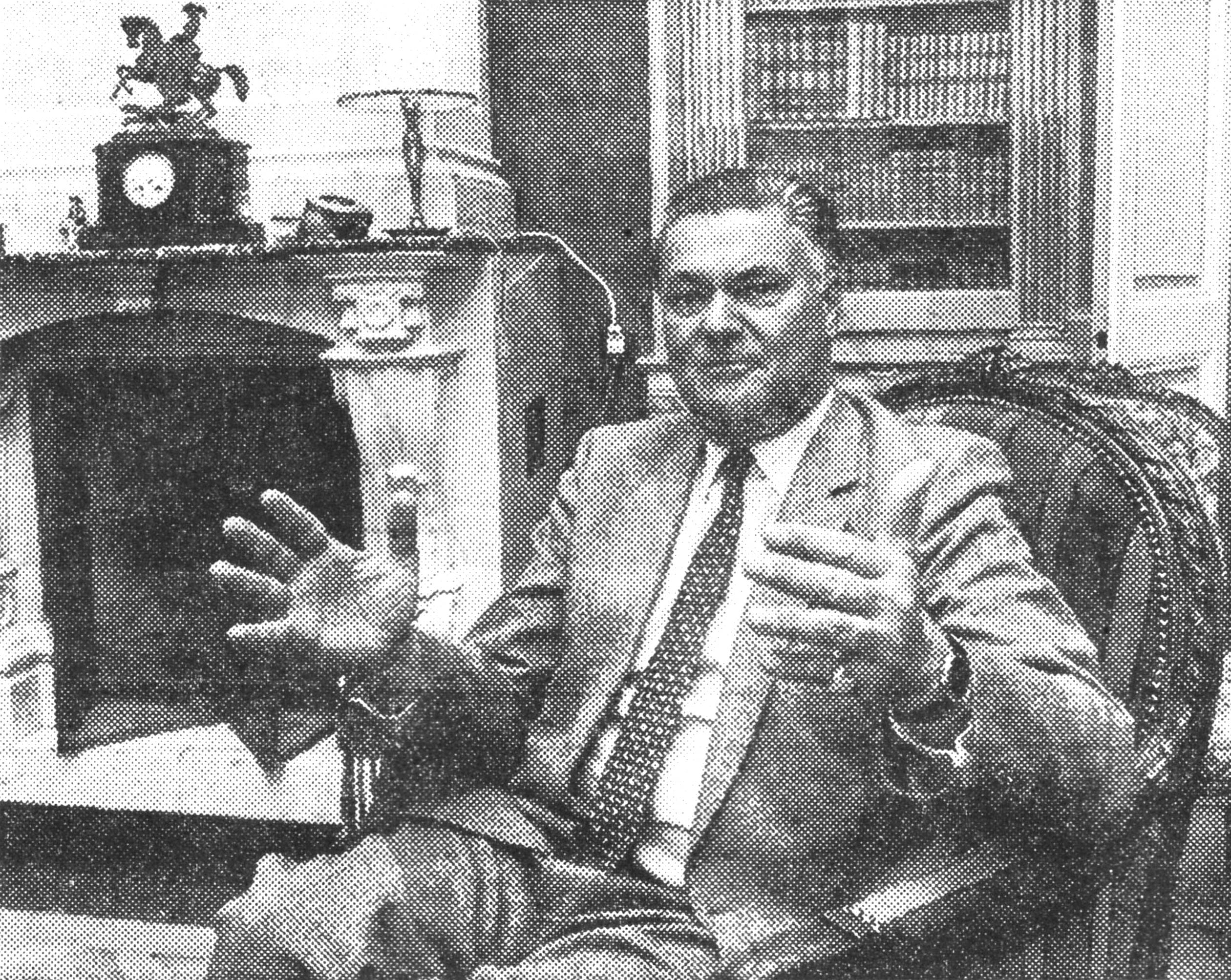
Yann Richter in seiner Wohnung, 1983

Yann Richter-Du Pasquier (* 4. April 1928 in Hauterive; † 20. Juli 2008 Neuchâtel) war ein Schweizer Politiker. Er war von 1978 bis 1984 Präsident der Freisinnig-Demokratischen Partei der Schweiz (FDP).

## Familie
Die gleichnamigen Vorfahren Richters kamen 1756 aus Zürich nach Neuenburg, vermutlich zogen sie ursprünglich von Preussen in die Schweiz. Sein Vater André Richter war Inhaber einer Kohlenimportfirma und gehörte der FDP des Kantons Neuenburg (Association Patriotic Radicale Neuchâteloise) an. Seine Mutter Madeleine Roulet stammte aus einer der Liberalen Partei nahestehenden welschen Bürgerfamilie. In der gleichen Neuenburger liberalen Tradition wuchs auch Yann Richters Ehefrau Geneviève Richter-Du Pasquier auf, die er 1968 heiratete; dieser Ehe entstammten eine Tochter und zwei Söhne.

## Politische Mandate
Richter studierte Rechtswissenschaften an der Universität Neuenburg. Als FDP-Mitglied wurde er 1960 zum Gemeindepräsidenten seines Geburtsortes und ein Jahr später in den Grossen Rat des Kantons Neuenburg gewählt. Beide Funktionen behielt er bis 1969, im Kantonsparlament war er auch FDP-Fraktionschef. 1972 wurde er zum Vizepräsidenten der FDP Schweiz gewählt.
1971 wurde Richter Mitglied des Nationalrates, dem er acht Jahre lang angehörte; er präsidierte dort die Finanzkommission und die Geschäftsprüfungskommission (GPK). 1979 kandidierte er für den Ständerat; im ersten Wahlgang erhielt er bloss vier Stimmen weniger als sein einstiger Schulkamerad und amtierender Ständerat René Meylan, SP, der dann im zweiten Wahlgang das Rennen machte.

## FDP-Präsident

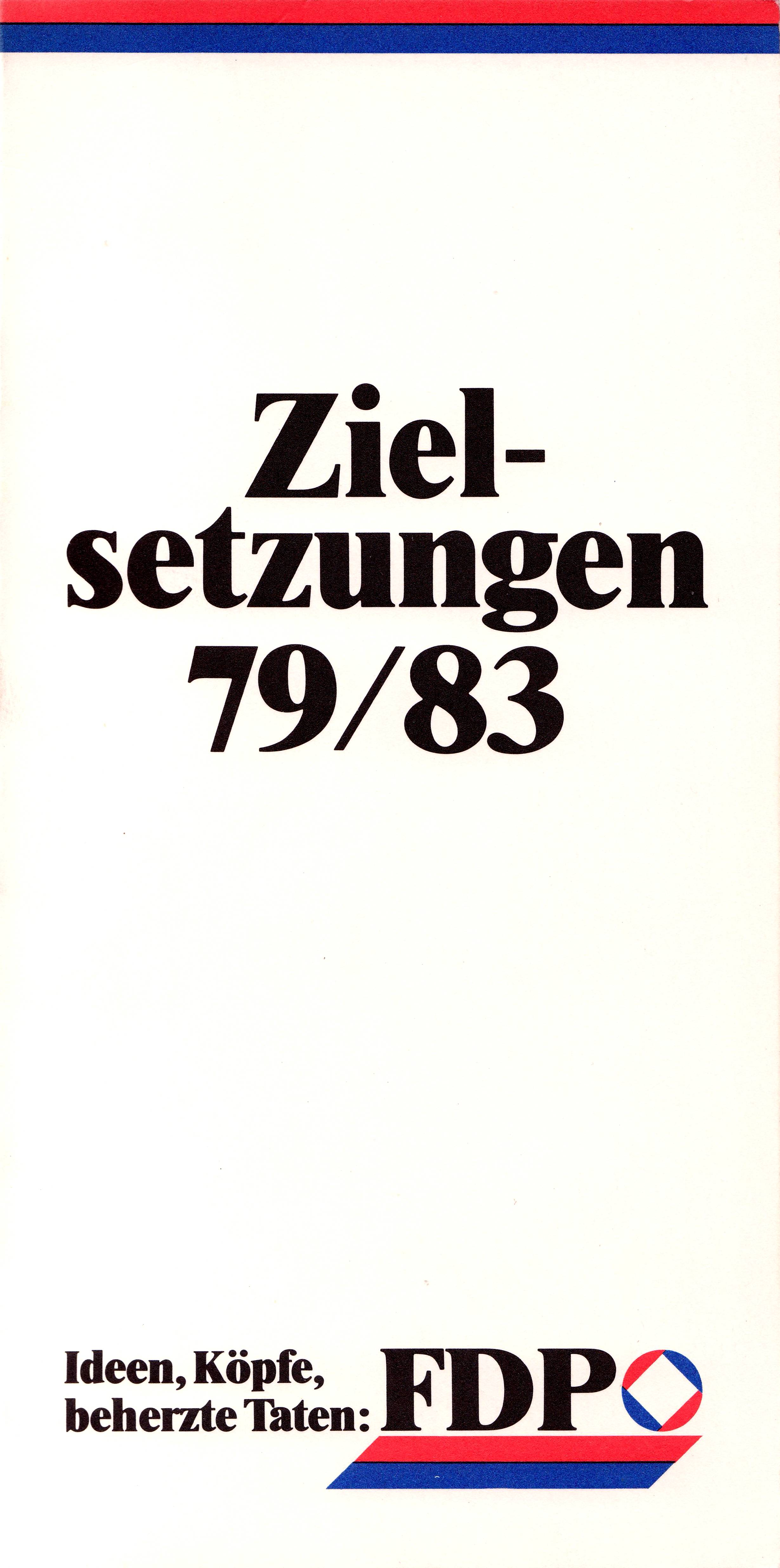
Parteiprogramm

Von 1973 bis 1977 war Richter Präsident der kantonalen FDP. Die Zusammenarbeit mit den Neuenburger Liberalen war auf Grund der gleichen Grundüberzeugung ein wichtiges Anliegen von ihm, die Differenzen lagen lediglich in der Familientradition oder im Lebensstil. Auch wenn Richter von seiner Familie her mit beiden Traditionen eng vertraut war und die Rivalitäten zwischen Radikalen und Liberalen stets bekämpfte, dachte er damals nicht an eine Fusion von beiden Parteien, die er dann im Juni 2008 mit der Gründung des Parti Libéral-Radical Neuchâtelois (PLRN) noch erleben durfte.
Richter präsidierte vom April 1978 bis April 1984 die gesamtschweizerische FDP. Als seine wichtige Aufgabe betrachtete er die breite gesellschaftliche Verankerung der FDP zu bewahren und innerhalb des Freisinns „die unterschiedlichen und individuellen Ansichten einigermassen auf einen Nenner zu bringen“. Als FDP-Präsident suchte er den Dialog mit anderen Parteien. Unter seiner Leitung wurden die Zielsetzungen seiner Partei für die Legislaturperiode 1979/83 mit einer Wahlplattform unter dem Motto „Mehr Freiheit und Selbstverantwortung – weniger Staat“ erarbeitet. An den Parlamentswahlen 1979 erreichte die FDP über 24 % Wähleranteil. 1982 wurde das neue freisinnige Leitprogramm „Grundsätze des modernen Liberalismus“ verfasst, in dem die liberalen Kernideen aktuell und schweizbezogen thematisiert wurden. Nach den Parlamentswahlen 1983 bildete die FDP-Fraktion mit 23,3 % Wählerstimmen – erstmals seit 1928 – wiederum die grösste Abordnung im Nationalrat und in der Bundesversammlung.

## Wirtschaft und Gesellschaft

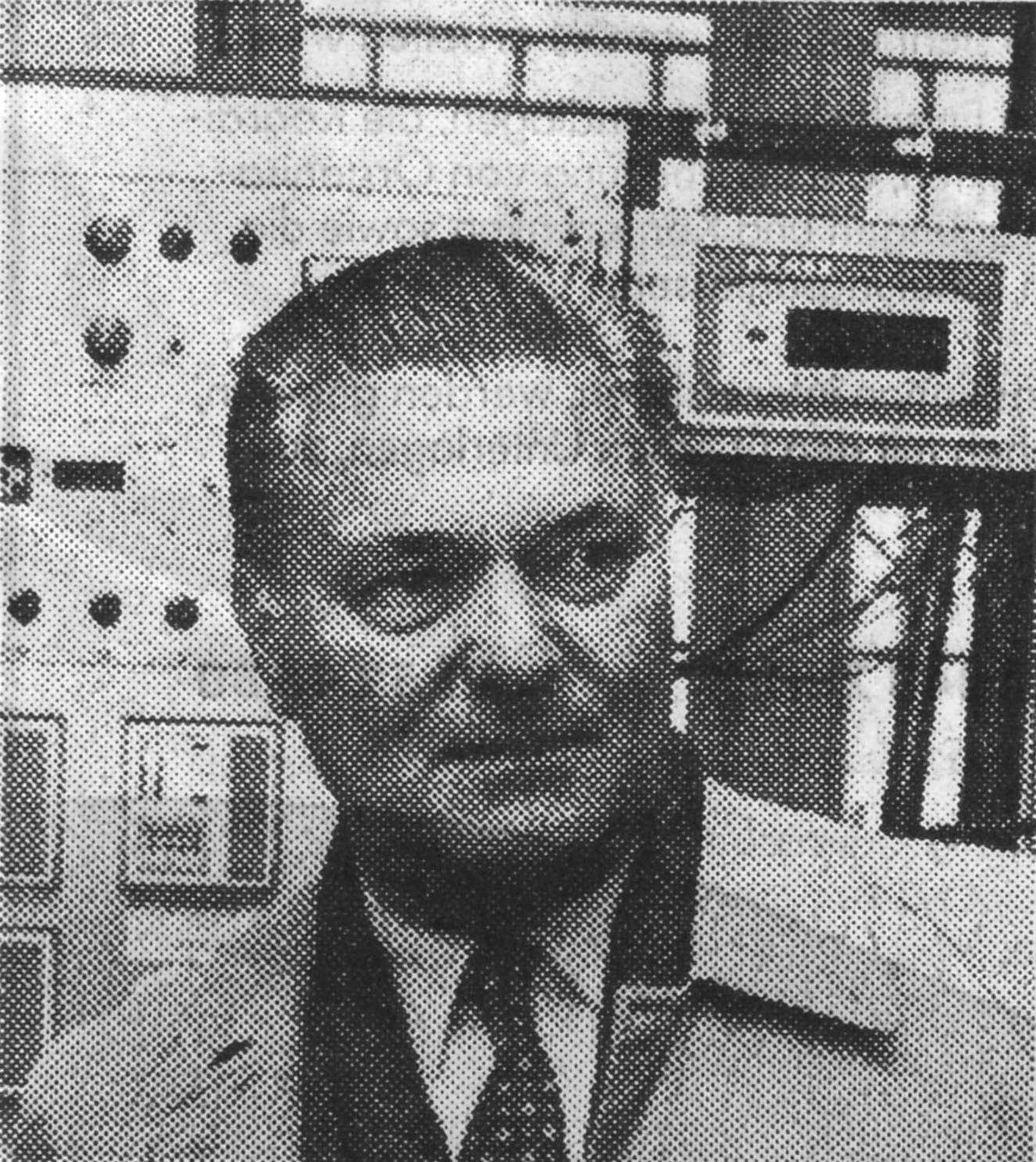
Als Manager, 1983

Richter engagierte sich in zahlreichen gesellschaftlichen und wirtschaftlichen Organisationen. Seit 1959 war er innovativer Mitgestalter der traditionsreichen Neuenburger Uhrenindustrie, deren „Erfindungsgeist“ er sehr schätzte. Er war Vizedirektor der Schweizerischen Uhrenkammer (La Chaux-de-Fonds) sowie Präsident u. a. der Neuenburger Handels- und Industriekammer (Chambre neuchâteloise du commerce et de l’industrie) und von mehreren Neuenburger Forschungsinstituten der Uhrenbranche: Schweizerisches Forschungslaboratorium für Uhrentechnik (Laboratoire Suisse de Recherche Horlogère), Schweizerische Vereinigung für Uhrenforschung (Association Suisse pour la Recherche Horlogère), Schweizerische Stiftung für feintechnische Forschung (Fondation Suisse pour la Recherche en Microtechnique).
Richter präsidierte auch die Schweizerische Binnenschifffahrtsgesellschaft. Nicht nur als FDP-Präsident, sondern auch als antretender SRG-Präsident begrüsste er 1983 die Liberalisierung des Mediengesetzes und die Zulassung von privaten und kommerziellen Lokalradios, als Konkurrenz der staatlichen Monopolmedien.
Im Militär befehligte Richter ein Infanterie-Bataillon, er wurde Stabschef von zwei Grenzbrigaden und erreichte den Rang eines Obersts im Generalstab der Schweizer Armee.